# Sof'ja Konuch
Sof'ja Evgen'evna Konuch, accreditata come Sofia, Sofya o Sofya Konukh  nelle competizioni internazionali (in russo Софья Евгеньевна Конух?; Čeljabinsk, 9 marzo 1980), è un'ex pallanuotista russa, vincitrice di una medaglia di bronzo ai giochi olimpici di Sydney 2000.

## Riconoscimenti
- LEN Award: 2010